# Стратегічна авіація

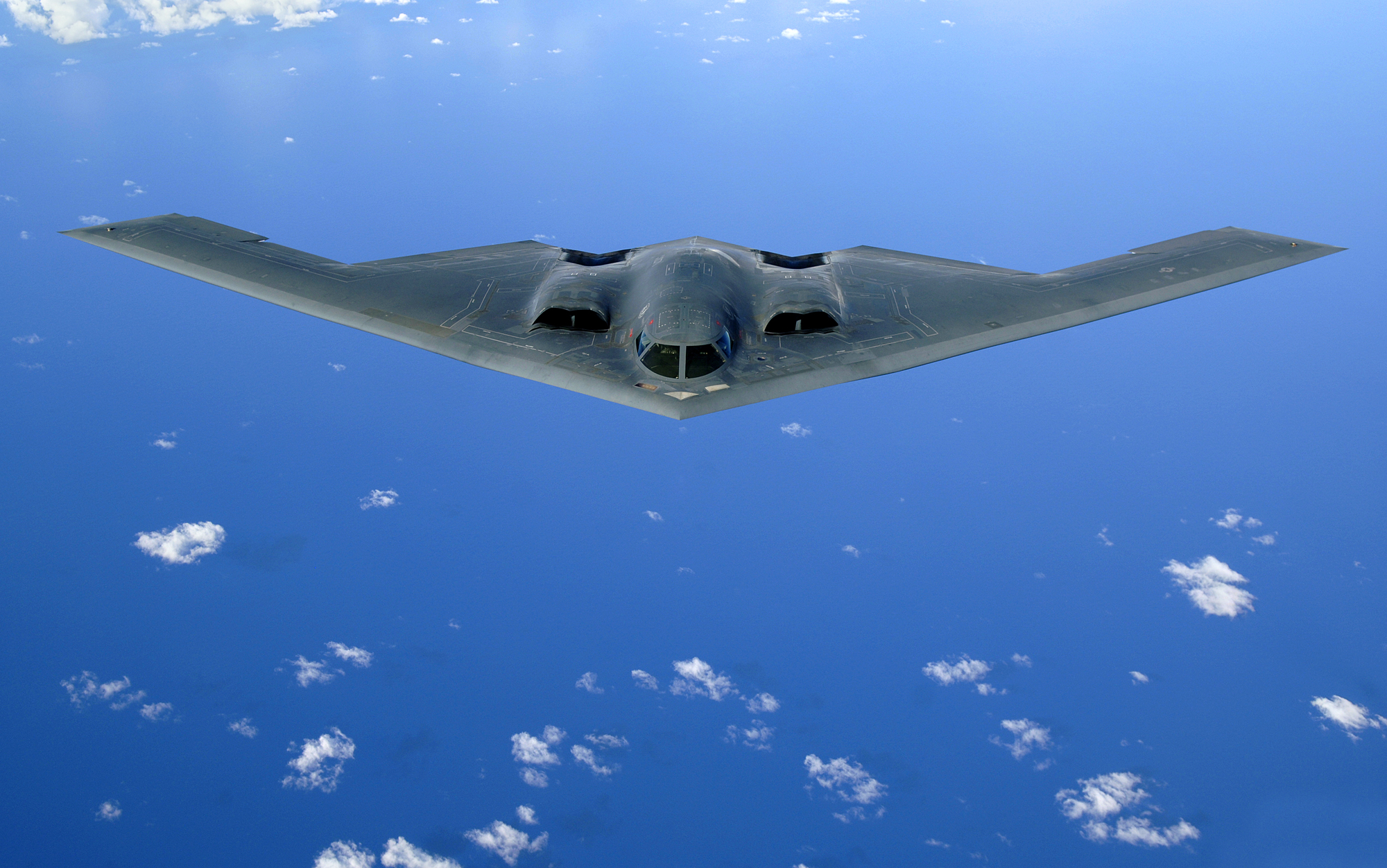
Американський стратегічний бомбардувальник B-2 Spirit.

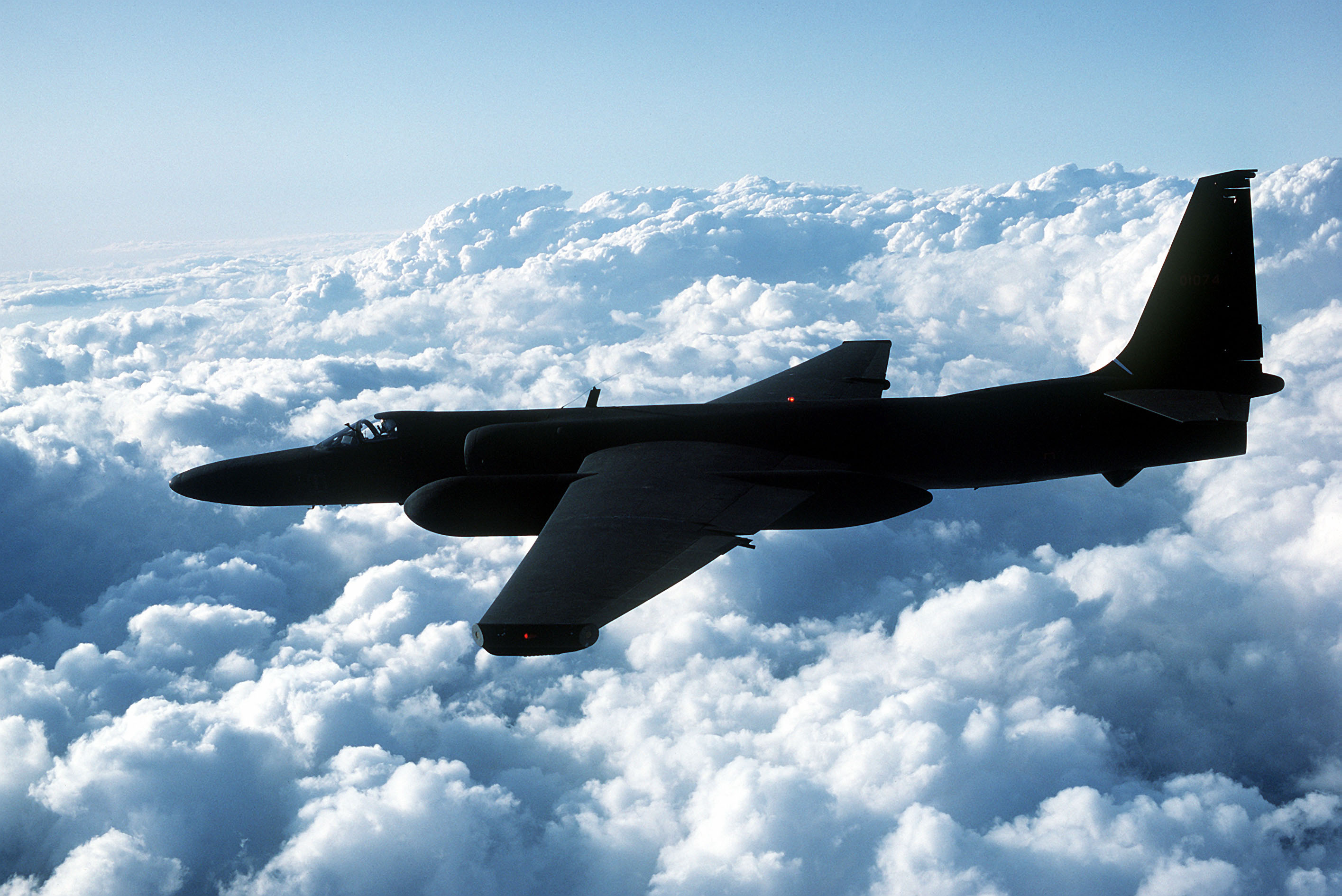
Стратегічний літак-розвідник U-2

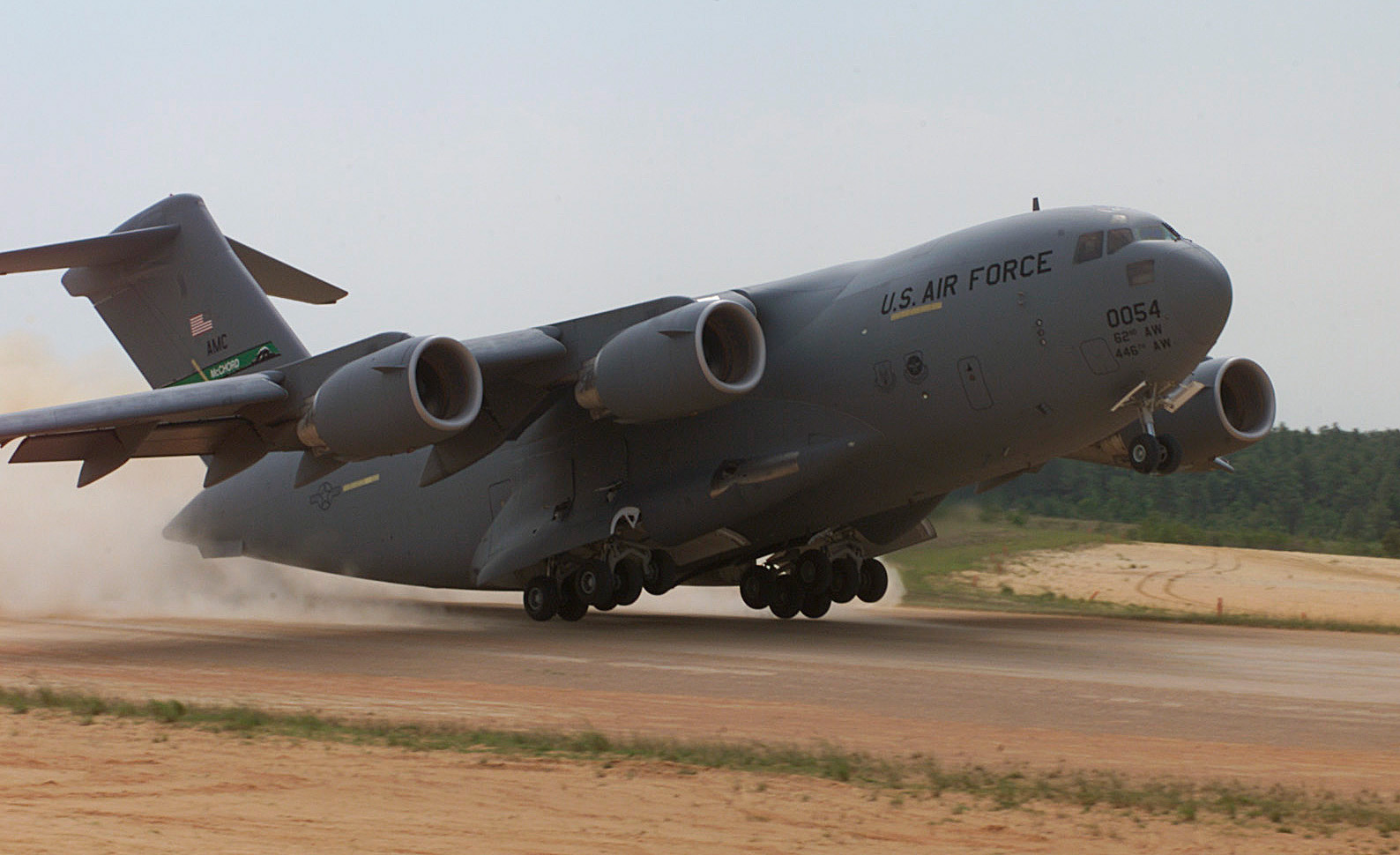
Стратегічний військово-транспортний літак C-17 «Глоубмастер» III

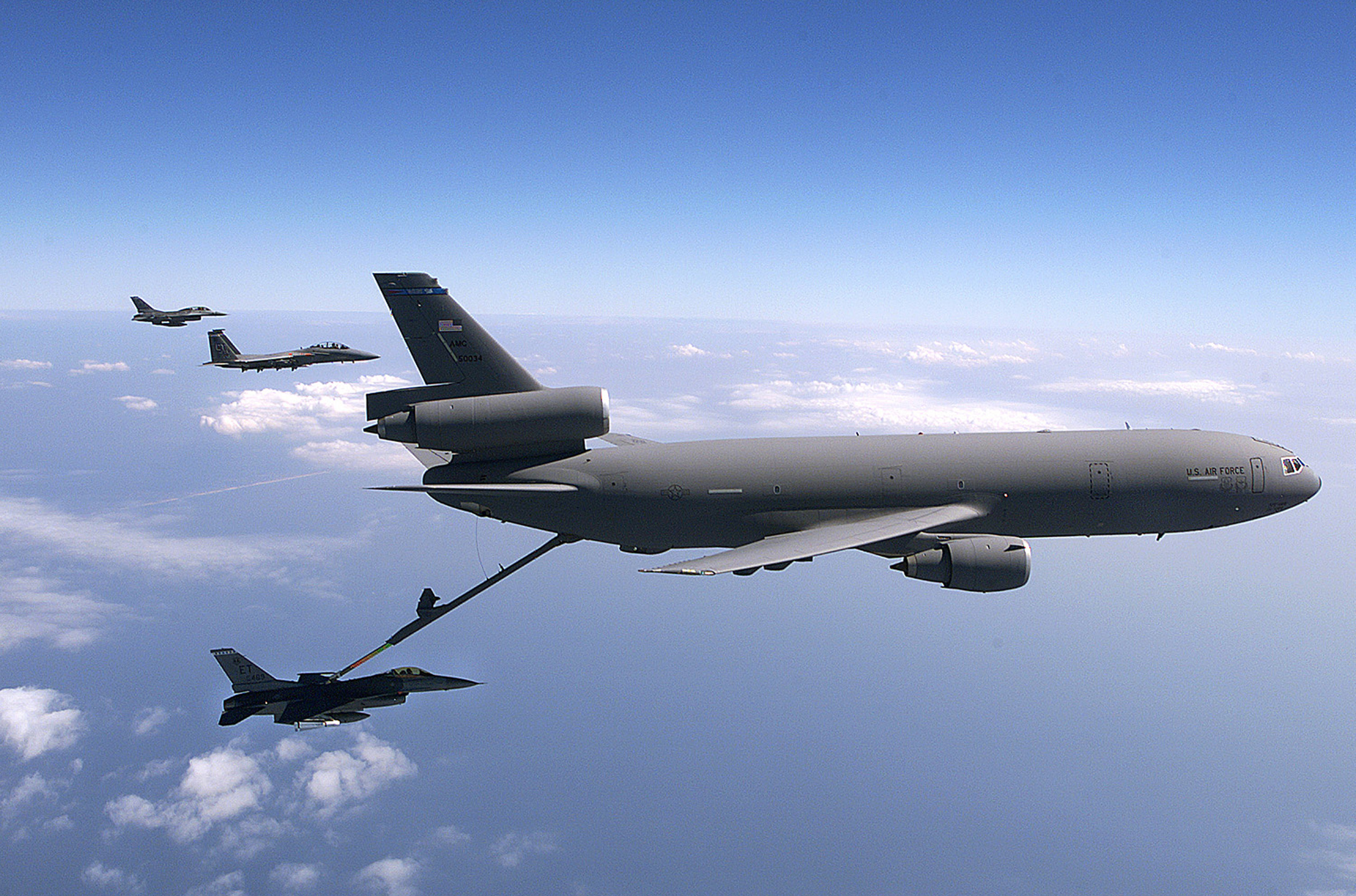
Стратегічний літак-заправник KC-10 «Екстендер»

Стратегічна авіація — різновид військової авіації у ВПС деяких держав (США, Росії, Великої Британії, Франції, Китаю тощо); складова частина стратегічних сил. Стратегічна авіація призначена для нанесення ударів по об'єктах стратегічного тилу противника, знищення найважливіших об'єктів на ТВД, стратегічного перекидання військ та сил, а також ведення стратегічної розвідки. На озброєнні стратегічної авіації перебувають важкі та середні бомбардувальники, оснащені авіаційними ракетами «повітря-земля» і авіаційними бомбами у звичайному та ядерному спорядженні, а також стратегічні літаки-розвідники та літаки-заправники.

## Зовнішні посилання
- Крила України. Військова авіація [Архівовано 8 вересня 2009 у Wayback Machine.]
- Військова авіація[недоступне посилання з липня 2019]

| Авіація | Це незавершена стаття з авіації. Ви можете допомогти проєкту, виправивши або дописавши її. |